# Pietrowskoje (rejon saraktaszski)
Pietrowskoje (ros. Петровское) – wieś (sieło) w Rosji, w obwodzie orenburskim, w rejonie saraktaszskim. W 2010 liczyła 994 mieszkańców.